# Alsie Express
Alsie Express (Eigenschreibweise alsieexpress) ist eine dänische virtuelle Fluggesellschaft mit Sitz in Sønderborg und Basis auf dem Flughafen Sønderborg.

## Geschichte
Alsie Express wurde am 22. Mai 2013 gegründet und begann den Flugbetrieb am 17. Juni des gleichen Jahres mit der Route Sønderborg–Kopenhagen. Die Fluggesellschaft Danish Air Transport, die zuvor Sønderborg–Kopenhagen bedient hatte, stellte die Route ein, nachdem Alsie Express begonnen hatte, diese zu bedienen. Alsie Express besitzt kein eigenes Air Operator Certificate, sondern wird von ihrer Schwestergesellschaft Air Alsie verwaltet, der auch die Flugzeuge gehören. Beide sind Teil der Sandma Holding A/S. Alsie Express teilt sich den IATA- und den ICAO-Code mit Air Alsie.

## Flugziele
Alsie Express bedient von Sønderborg im Pendelverkehr Kopenhagen. Weitere Flugziele: Graz, Bodensee, Isle of Man und Guernsey.

## Flotte
Mit Stand April 2025 besteht die Flotte der Alsie Express aus zwei Flugzeugen mit einem Durchschnittsalter von 16,7 Jahren:
| Flugzeugtyp | Anzahl | bestellt | Anmerkungen               | Sitzplätze | Durchschnittsalter |
| ----------- | ------ | -------- | ------------------------- | ---------- | ------------------ |
| ATR 72-500  | 2      |          | betrieben durch Air Alsie | 48         | 16,7 Jahre         |
| Gesamt      | 2      | -        |                           |            | 16,7 Jahre         |